# Jorge Manicera
Jorge Carlos Manicera Fuentes (* 4. November 1938 in Villa Dolores, Montevideo; † 18. September 2012) war ein uruguayischer Fußballspieler.

## Karriere

### Verein
Manicera begann seine Vereinskarriere 1958 beim uruguayischen Verein Rampla Juniors. Anschließend spielte er von 1962 bis 1967 für Nacional Montevideo, wo er 1963 und 1966 die uruguayische Meisterschaft gewinnen konnte und mit den Bolsos bei der Copa Libertadores 1967 bis ins Finale vordrang. Bei den Bolsos bildete er mit Torwart Roberto Sosa und Emilio Álvarez die Defensive. 1967 wechselte er nach Brasilien zu Flamengo Rio de Janeiro. Dort wurde er 1967 und 1968 jeweils Meister und 1970 Vize-Meister. Bei Flamengo stand er bis 1970 unter Vertrag. Im darauffolgenden Jahr spielte er zum Abschluss seiner Karriere noch einige Monate für den Club Atlético Cerro.

### Nationalmannschaft
Der Abwehrspieler war Mitglied der uruguayischen Fußballnationalmannschaft, mit der er an der Fußball-Weltmeisterschaft 1966 teilnahm. In England stand er in allen Spielen mit uruguayischer Beteiligung in der Startelf und bildete gemeinsam mit Horacio Troche die Verteidigung. Insgesamt absolvierte Manicera im Zeitraum vom 15. August 1962 bis zum 1. Juli 1967 21 Länderspiele für sein Heimatland; Tore erzielte er dabei nicht.

## Privates
Der im montevideanischen Barrio Villa Dolores geborene Manicera war seit 1965 mit Marta Sonia Durán verheiratet und Vater einer Tochter.